# Шолар, Мария Дмитриевна
Мария Дмитриевна Шолар (1924—2002) — работник сельского хозяйства, председатель колхоза «Маяк» Красноокнянского района Одесской области.
Дважды Герой Социалистического Труда (1958, 1988).

## Биография
Родилась в селе Маяки Одесской области в 1924 году.
В 1944 году комсомолку Марию Шолар выбрали председателем колхоза. Ей было тогда чуть больше 20 лет. И более 50 лет она возглавляла хозяйство, которое вывела на самые передовые рубежи.
Член КПСС с 1947 года, была делегатом съездов партии и участником XIX Всесоюзной конференции КПСС.

## Награды
- Дважды Герой Социалистического Труда.
- Почётная грамота Кабинета Министров Украины (1998)[6].

## Память
О Марии Дмитриевне был снят документальный фильм: «Дорога Марии Шолар», режиссёр Г. Я. Шкляревский, Украинская студия хронико-документальных фильмов, 198] год[уточнить].
02 сентября 2012 года на Театральную площадь Одессы вернули стелу с именами Героев соцтруда. Среди отмеченных руководитель образцового колхоза Шолар М. Д.